# Кальян, Сергей Николаевич
Сергей Николаевич Кальян (укр. Сергій Миколайович Кальян; род. 24 мая 1973, Орджоникидзе, Днепропетровская область) — украинский и российский футболист и мини-футболист, играл на позициях полузащитник и нападающего. Известен прежде всего выступлениями в украинских клубах высшей лиги «Темп» (Шепетовка), «Металлург» (Мариуполь) и «Таврия».

## Клубная карьера
Сергей Кальян является воспитанником днепропетровского ОШИСП, а выступления на футбольных полях начал в шепетовском «Темпе» в 1990 году еще в любительской лиге, а в 1991 году начал выступления во второй союзной лиге. В 1991 году шепетовская команда выиграла Кубок УССР, однако Кальян не играл в решающих матчах. В 1992 году он стал игроком любительской команды «Нива-Борисфен/Нива (Мироновка)» из Мироновки, которая в сезоне 1992/1993 года под названием «Нива-Борисфен» играла в переходной лиге, и по его итогам получила место во второй лиге. Однако перед началом сезона мироновцы объединились с клубом из Борисполя и начали выступления во второй украинской лиге уже под названием ФК «Борисполь». Но Сергей Кальян вернулся в свой бывший клуб «Темп», игравший в то время в высшей украинской лиге, и сыграл в дебютном для себя сезоне в высшем дивизионе 27 матчей. Через год шепетовская команда вылетела в первую лигу, и футболист перешёл в другую команду высшей лиги «Таврия» из Симферополя. В команде за сезон Кальян сыграл 7 матчей и после окончания сезона перешёл в любительский клуб из своего родного города «Авангард». В этом клубе футболист играл только полгода, после чего перебрался в клуб первой лиги «Шахтёр» из Макеевки. За полгода Сергей Кальян снова играл в высшей лиге, на этот раз уже за «Металлург» из Мариуполя, но сыграл в нем всего 4 матча в чемпионате и 2 матча в Кубке Украины, после чего покинул команду.
С 1999 года Сергей Кальян долгое время переезжает для дальнейших выступлений в Россию. В этом году он становится игроком команды второго российского дивизиона «СКА-Энергия» из Хабаровска. В этой команде футболист играл в течение трёх лет и стал игроком другого клуба второй лиги из соседней области «Амур» из Благовещенска. В этой команде Кальян отметился незаурядным бомбардирским талантом, записав на свой счет 16 мячей в 26 проведённых матчах. В 2003 году Сергей Кальян играл в клубе второй российской лиги «Динамо» из Барнаула, а следующие три года провёл в то время также второй лиги «Океан» из Находки. В конце 2006 года футболист возвращается в свой родной город, где сыграл несколько матчей за любительский «Авангард», после чего делает паузу в выступлениях на футбольных полях. В 2012 году Кальян возобновляет выступления за орджоникидзевскую команду в качестве играющего главного тренера, но уже в 2015 году завершает выступления на футбольных полях. С 2019 года вновь главный тренер «Авангарда», но уже город именовался как Покров.